# Fred Thompson
Fred Thompson (Sheffield, Alabama, 1942. augusztus 19.  –  Nashville, Tennessee, 2015. november 1.) az Amerikai Egyesült Államok szenátora (Tennessee, 1994–2003), színész.